# Ust-Kut
Ust-Kut (russisk: Усть-Кут, tr. Ust-Kut) er en by i Irkutsk oblast, Sibiriske føderale distrikt i Den Russiske Føderation omkring 980 kilometer nord for oblastens administrative center, Irkutsk. Byen har 36.918(2021) indbyggere og blev grundlagt i 1631 .

## Etymologi
Bynavnet betyder "udmundingen af Kuta", på evenkisk betyder "Kuta" "mose".

## Geografi
Ust-Kut ligger i den centrale del af Irkutsk oblast ved Kutas udmunding i Lena-flodens øvre løb. Byen er ligger hovedsageligt på venstre bred af Lena og Kuta. Længden fra vest til øst i en lige linje er omkring 28 km, langs floden omkring 34 km.
Ust-Kut har en af de største flodhavne i Den Russiske Føderation, kaldet Osetrovo, der håndterer 1,5 million tons gods om året.
Afstanden fra Ust-Kut til Irkutsk er 1.385 km med jernbane, 973 km via vej og 510 km i luftlije. Afstand til Bratsk er 320 km. Nærliggende byer er Zjeleznogorsk-Ilimskij (107 km mod vest) og Kirensk (300 km mod nord-øst).

### Klima
| J F M A M J J A S O N D 20 −20 −26 14 −17 −25 13 −6 −18 19 3 −7 33 12 1 55 21 7 72 24 12 67 21 9 52 11 2 32 −1 −4 28 −11 −16 25 −18 −24 Gennemsnitlige max. og min. temperaturer i °C Nedbørsmængde i mm Kilde: Ust-Kut, climate-data.org |            |           |         |         |         |          |         |         |          |            |            |
| J | F          | M         | A       | M       | J       | J        | A       | S       | O        | N          | D          |
| 20 −20 −26 | 14 −17 −25 | 13 −6 −18 | 19 3 −7 | 33 12 1 | 55 21 7 | 72 24 12 | 67 21 9 | 52 11 2 | 32 −1 −4 | 28 −11 −16 | 25 −18 −24 |
| Gennemsnitlige max. og min. temperaturer i °C |            |           |         |         |         |          |         |         |          |            |            |
| Nedbørsmængde i mm |            |           |         |         |         |          |         |         |          |            |            |
| Kilde: Ust-Kut, climate-data.org |            |           |         |         |         |          |         |         |          |            |            |

| J                                             | F          | M         | A       | M       | J       | J        | A       | S       | O        | N          | D          |
| 20 −20 −26                                    | 14 −17 −25 | 13 −6 −18 | 19 3 −7 | 33 12 1 | 55 21 7 | 72 24 12 | 67 21 9 | 52 11 2 | 32 −1 −4 | 28 −11 −16 | 25 −18 −24 |
| Gennemsnitlige max. og min. temperaturer i °C |            |           |         |         |         |          |         |         |          |            |            |
| Nedbørsmængde i mm                            |            |           |         |         |         |          |         |         |          |            |            |
| Kilde: Ust-Kut, climate-data.org              |            |           |         |         |         |          |         |         |          |            |            |

Ust-Kut har tempereret fastlandsklima med lange, kolde vintre og korte, varme somre. Den koldeste måned er januar med en gennemsnitstemperatur på - 25 °C, den lavest målte temperatur i Ust-Kut var - 58 °C. Den varmeste måned er juli med en gennemsnitstemperatur på 17 °C, den højest målte temperatur i Ust-Kut var 42 °C i juni måned. Den gennemsnitlige årlige nedbør er 350 mm.

## Historie
Ust-Kut blev grundlagt i det 1631 af den sibiriske kosak ataman Ivan Galkin som lod opfører et ostrog (et lille fort) her. Lokaliteten mistede sin militære betydning i slutningen af 1600-tallet, men blev tiltagende vigtig som en flodhavn for handel på Lena. I årevis var Ust-Kut et sted for eksil for politiske fanger. På saltanlægene i Ust-Kut var en lang række eksilerede polakker, der havde deltaget i opstanden i 1863, på tvangsarbejde. I efteråret 1900 kom Lev Trotskij i eksil i Ust-Kut og tilbragte to år i byen.
I 1951 nåede jernbanen fra Tajsjet frem til Ust-Kut. Byen blev den første og eneste flodhavn ved Lena med jernbaneforbindelse, og dermed et vigtig knudepunkt for fragt til og fra byer langs Lena, blandt andet størstedelen af Jakutien. I 1974 indledtes udvidelsen af jernbanelinjen kendt som Bajkal-Amur-Magistral, østover mod Bajkalsøen og videre. Byen blev hovedkvarter under konstruktionen af den vestlige del af denne jernbanelinje.

### Indbyggerudvikling
| År   | Indbyggertal |
| ---- | ------------ |
| 1959 | 21.343       |
| 1970 | 33.197       |
| 1979 | 49.647       |
| 1989 | 61.165       |
| 2002 | 49.951       |
| 2010 | 45.375       |

Note: Data fra folketællinger